# Phare de Punta del Castillete
Le phare de Punta del Castillete est un phare situé sur les falaises du nom de Punta Arinaga, au-dessus de Puerto de Mogán près de la ville de Mogán, sur l'île de la Grande Canarie, dans les Îles Canaries (Espagne). Situé sur le côté sud-ouest de l'île, le phare marque le littoral entre le phare de Maspalomas au sud et le phare de Punta Sardina vers le nord.
Il est géré par l'autorité portuaire de Las Palmas de Gran Canaria (Autoridad Portuaria de Las Palmas).

## Histoire
Le phare a été construit entre 1985 et 1995 et est entré en service en mars 1996. Le design moderne se compose d'une base carrée en roche volcanique sombre, soutenant une tour en béton avec des escaliers extérieurs conduisant à une galerie en porte-à-faux. À l'origine peint une couleur jaune sablonneux, il a été repeint en bleu et blanc en 2014.
Le phare n'est pas connecté au réseau électrique, mais il est alimenté par six panneaux solaires chargeant un ensemble de batteries. La lanterne de 500 mm est équipée d'une lampe halogène de 150 watts , produisant une lumière blanche. Avec une hauteur focale de 114 m au-dessus du niveau de la mer, sa lumière peut être vue jusqu'à 17 milles marins (31 km).
La zone autour du phare est accessible après une montée abrupte par une route avec de nombreux virages en épingle à cheveux au départ de la station balnéaire de Puerto de Mogán, mais la tour est fermée.
Identifiant : ARLHS : CAI-006 ; ES-12607 - Amirauté : D2815.94 - NGA : 24023.7 .

### Lien connexe
- Liste des phares des îles Canaries